# WANTED! 尾田栄一郎短編集
『WANTED! 尾田栄一郎短編集』（ウォンテッド おだえいいちろうたんぺんしゅう）は、尾田栄一郎による漫画短編集。
1998年に発行された、尾田にとって初となる短編集。連載デビュー作である『ONE PIECE』よりも前に描かれた作品が収録されている。なお本項では、同短編集に未収録の『ROMANCE DAWN（SS版）』についても記述する。

## 収録作品
1. WANTED!（ウォンテッド）
2. 神から未来のプレゼント（かみからみらいのプレゼント）
3. 一鬼夜行（いっきやこう）
4. MONSTERS（モンスターズ）
5. ROMANCE DAWN（ロマンスドーン）

## WANTED!
1992年下期手塚賞準入選受賞作。尾田の高校時代に描かれた。

### あらすじ
西部劇を題材にして画かれた短編漫画。行く先々で賞金稼ぎから命をつけ狙われるガンマン、ギル・バスターが、類い稀な銃センスと才略で、苦難を乗り越えて行く。

### 登場人物
ギル・バスター
主人公のガンマン。類い希な銃センスを持つ。沢山の人間を殺したお尋ね者だが、実際には全て正当防衛である。霊感が強いため、幽霊のワイルド・ジョーを見ることができる。懸賞金9億7千万（通貨不明）。
『ONE PIECE』には、ロックス海賊団の一員として登場している。
ワイルド・ジョー
自称「最強の賞金稼ぎ」。ギル・バスターに懸けられた莫大な賞金を狙って勝負を挑むも、ギルのだまし討ちにより、あっけなく最期を遂げてしまった。しかし、あまりにこの世に未練が有ったせいか、幽霊となってギル・バスターに憑きまとっている。一応有名だったのか、シノ・フェニックスも名を知っていた。懸賞金200万ベリー。
シノ・フェニックス
殺し屋の中の殺し屋。ワイルド・ジョーも恐れるほどの凄腕ガンマン。元々、非合法の殺し屋稼業だが、ギル・バスター討伐のため、相反している警察に雇われる事となった。懸賞金100万（通貨不明）。
変なオヤジ
手配書でのみ登場。懸賞金120万ベリー。

## 神から未来のプレゼント
『月刊少年ジャンプオリジナル』1993年10月号掲載。尾田が大学在学中に描いた作品。

### あらすじ
主人公のスリ・ブランは、盗人稼業から足を洗おうと心に決めたものの、結局はスリを続けてしまっていた。「運命のペン」で人間の運命を書き綴っている天界の神様は、そんなブランの姿にあきれ果て、彼に天罰を加えようとする。だが神様は、「ブラン家（ブランち）に隕石が落ちる」と運命を書き換えようとしたところを、誤って「ブランチに隕石が落ちる」としてしまった。このままでは百貨店「ブランチ」に隕石が落ちてしまう。それを何とか回避するために神様は、「ブランチ」にいる人々を隕石の危機から救ったらブランへの天罰を無しにすると、ブラン本人に持ち掛ける。

### 登場人物
ブラン
主人公のスリ。盗人稼業から足を洗おうとは思っているものの、長年の習慣からか、結局はスリを続けていた。そんな時、突然、自らの運命が書かれた手帳を見知らぬ男から手渡される。自らを神様と名乗るその男に、百貨店ブランチに落ちる隕石の危機から人々を救えと無理難題を吹っ掛けられてしまう。
神様
天界の神。天界で人間の様子を見つめながら、「運命のペン」で人間の運命を書き綴っている。そんな折、目に留まったのがブラン。改心しようと心掛けながらも、ついつい悪事を働く彼の姿に立腹し、天罰を加えようと運命を書き換えようとする。なお、「運命のペン」で書いた内容は「運命の消しゴム」でのみ修正できるが、その消しゴムを紛失してしまっている。
天使
見た目はヤクザにしか見えない天使。神様に対しても少々無礼な口調で話す。「ブラン家」と「ブランチ」の書き間違いを指摘した。
百貨店ブランチの社長
ブランから、自分の店に隕石が落ちると警告を受けた百貨店の社長。箸にも棒にも掛けぬとばかりに警告を無視したため、百貨店をブランに乗っ取られた。
よしお
母親と一緒に、ブランチに買い物に来ていた男の子。ブランのブランチ乗っ取り騒動の際、母親とはぐれてブランチに置き去りにされ、隕石の脅威にさらされてしまう。

## 一鬼夜行
『週刊少年ジャンプ』1994年Spring Special掲載。第104回ホップ☆ステップ賞入選作。

### あらすじ
主人公の坊主・愚公は、失踪した師匠・恒心を探すため、当て所ない旅を続けていた。愚公は、旅の途中立ち寄った集落で、人々を脅かす化け物「人食い」の退治を頼まれ、否応なしに引き受けさせられてしまう。

### 登場人物
愚公
坊主。失踪した師匠の恒心を探して旅を続けている。
守り神
古寺の守り神。仮面をかぶって人を脅かし、人食いから守ろうとしていた。
人食い
森に住む化け物。愚公の師匠である恒心を食い殺し、着物を自分のものにしていた。愚公が守り神から借りた刀によって両断される。懸賞金150万ベリー。

## MONSTERS
『週刊少年ジャンプ』1994年Autumn Special掲載。尾田が甲斐谷忍の元でのアシスタントを終え、徳弘正也の元で『ジャングルの王者ターちゃん♡』のアシスタントを務めていた頃の作品。タイトルは、ドリフターズやサザンオールスターズのような「 - ターズ」と言うタイトルをつけたいと考えた尾田が、竜や怪物級に強い奴が出てくるからと無理矢理につけたもの。
『ONE PIECE』と世界観を共有する作品であり、「スリラーバーク編」においてリューマが登場する。
2021年9月にボイスコミック化、2024年1月にアニメ化された。

### あらすじ (MONSTERS)
最強の剣豪「キング」との戦いを夢見る侍・リューマは放浪の末、野垂れ死に寸前で町に辿り着き、フレアという女性に助けられる。そこでリューマは、竜（ドラゴン）の襲撃事件に巻き込まれる。
リューマは、一流剣士シラノと三流剣士ディーアールが、町を壊滅させるために竜を呼んで火事場泥棒を繰り返していた事を知る。口封じをしようとしたシラノをリューマは一瞬で返り討ちにし、更にディーアールの命乞いも聞き入れずに倒す。そして、襲い来る竜を一刀のもとに両断して仕留め、町を去る。本人は気づいていないが、剣豪キングとは「リューマ・ド・“キング”」の名を付けられたリューマ本人であった。 

### 登場人物 (MONSTERS)
担当声優はアニメ版 / ボイスコミック版。
リューマ
声 - 細谷佳正 / 細谷佳正
主人公の侍。「兵の魂（つわもののこころ）」を重んじる。
フレア
声 - 花澤香菜 / 坂本真綾
ウェイトレス。7年前の「大奇襲」の、ただ一人の生き残り。シラノを恩人として慕っている。
シラノ
声 - 東地宏樹 / 大塚芳忠
一流剣士。キングにも劣らないという剣豪。7年前の「大奇襲」からフレアを救い出した。実はディーアールと共謀する極悪人であり、事件の黒幕の一人。また、10年前にも自分の騎士団の部下を全員皆殺しにして「竜の角笛」を奪っていた。
ディーアール（D・R）
声 - 真殿光昭 / 松岡禎丞
三流剣士。シラノとはグルであり、7年前の「大奇襲」で竜を呼び寄せ、町を焼き払い金品を奪った火事場泥棒。「竜の角笛」を吹きこなすことができる。懸賞金180万ベリー。
マスター
声 - 野村勝人 / 寺島拓篤
フレアが働くレストランの主人。リューマに「大奇襲」について話した。
竜（ドラゴン）
声 - 中井和哉 / 大塚芳忠
人々の恐怖の対象。7年前、山の小さな町を襲う「大奇襲」を起こした。「竜の角笛」によって操られる。

### Webアニメ
2023年7月、アニメ化が発表された。タイトルは『MONSTERS 一百三情飛龍侍極』（モンスターズ いっぴゃくさんじょうひりゅうじごく）。2024年1月22日より、NetflixとAmazon Prime Videoにて配信開始。
2024年10月13日には、地上波で初めてフジテレビ（関東ローカル）で16時 - 16時35分に本作品が放送された。

#### スタッフ
- 原作 - 尾田栄一郎[9]
- 監督・構成 - 朴性厚[9]
- キャラクターデザイン - 小島崇史[7]
- 美術監督 - 赤井文尚[7]
- 色彩設計 - 長澤諒司[7]
- 撮影監督 - 李周美[7]
- 編集 - 柳圭介[7]
- 音楽 - 堤博明[7]
- 音楽プロデューサー - 小林健樹[7]
- 音響監督 - 藤田亜紀子[7]
- アニメーションプロデューサー - 森谷風海
- 制作 - E&H production[9]

#### 関連書籍
- 『MONSTERS 一百三情飛龍侍極』 公式ガイドブック DVD同梱BOX 大業匣（集英社、2024年7月4日発売、ISBN 978-4-08-908463-2）

## ROMANCE DAWN
尾田の代表作『ONE PIECE』のプロトタイプとなった作品。「ROMANCE DAWN」の題名で描かれた作品は、『WANTED!』収録作（以下「WJ版」）と、『ONE PIECE RED』収録作（以下「SS版」）の2つがあり、本項では両方を記述する。なお、「ROMANCE DAWN」という題は『ONE PIECE』第1話及び第601話の副題としても使われている。
いずれも『ONE PIECE』とは設定が若干異なっており、世界設定を共有してはいないが、主人公ルフィが特殊な能力を得られる木の実を食べてゴム人間となっている設定は、既にこの両読切で固まっている。また、両読切における海賊は、無法に略奪する海賊「モーガニア」と、モーガニアをカモにして冒険を続ける海賊「ピースメイン」の2種類が存在している。

### SS版
『週刊少年ジャンプ』1996年Summer Special掲載。「ROMANCE DAWN」の題名で初めて発表された作品。単行本のページ数の都合と、あまりに『ONE PIECE』との共通点が多いことから『WANTED!』への収録が見送られ、後に『ONE PIECE RED』に収録された。
2008年には本作を原案としたアニメ『ONE PIECE ロマンス ドーン ストーリー』が製作されている。

#### 登場人物（SS版）
モンキー・D・ルフィ
主人公の海賊。ピースメインとして旅をしている。一人称は「オレ」。
本作では自分の村を拠点としていたピースメイン赤髪のシャンクスにあこがれ、旅に連れて行って貰うよう懇願していた。ある時「ゴムゴムの実」を食べてカナヅチとなり、海にボートで出て鮫に襲われたところをシャンクスに救われる。その後シャンクスから麦わら帽子を貰い、海賊となって返しに来るよう約束する。
村を旅立つ前に魔性の木の実「ゴムゴムの実」を食べていることで全身ゴム人間のかわりにカナヅチとなっている。戦闘の際には手や足を伸ばして攻撃する。どちらの作品でも小舟で旅しているが、本作では船に「快速メルヘン号」と名前を付けており、カモにした相手の海賊旗を帆にしている。『ONE PIECE』のルフィとは異なり、頬に傷はない。
本作のラストシーンでは、大海賊となってヒゲを生やした大人の姿で登場する。尾田は、「『ONE PIECE』のルフィもその領域に達するのかは自分でもわからない」と言っている。
シルク
ルフィが出会う少女。赤ん坊の頃に町を襲った海賊によって置き去りにされ、その町の人々に育てられた。
ラストシーンではルフィの仲間になっている。
ギャリー
本作の敵であるモーガニア。異名は「三日月のギャリー」。由来は三日月形の口ひげ。
船を訪ねて来たルフィに「変なヒゲ」と言われて攻撃するが、逆に全員拘束された。その直後着いたシルク達の町で、ルフィが町民達からギャリーと間違われて拘束されたのに乗じて拘束を解き、町から略奪した上にルフィの麦わら帽子を踏みつけ、彼を海に放り込む。だがシルクに助けられたルフィに追いつかれ、「宝を踏みつけられた」報復に船を沈められる。積荷の大半はルフィによってシルクの町に贈られた。
船を沈められる時にルフィに報復を誓っていたが、ラストシーンではシルク同様にルフィの仲間になっている。
『ONE PIECE』では、ホールケーキアイランド編終盤にバラティエの客として登場している。
赤髪のシャンクス
ルフィのあこがれの、ピースメインの海賊。『ONE PIECE』のシャンクスと同様に、顔に3本の傷がある。
ルフィの住む村を拠点に活動していた。ある日、ボートで海に出たルフィが鮫に襲われた際に、ルフィを救い代償として片腕を失う。その後、村を去る際に麦わら帽子をルフィに託す。
その後のシャンクス達の消息は描かれてはいないが、シルクはシャンクスを知っており、「有名よ」「悪い噂は聞かないわ」とルフィに話すシーンがある。

### WJ版
『週刊少年ジャンプ（WJ）』1996年41号掲載。『WANTED!』に収録。尾田が『るろうに剣心 -明治剣客浪漫譚-』のアシスタントをしていた時期に描かれた作品。
『WJ』本誌に掲載されることから、後の連載時のインパクトを意識し、「SS版」で完成していたルフィとシャンクスとの麦わら帽子のエピソードを変更して描かれた作品。このため「SS版」とは色を変えて描かれた作品であり、「SS版」と比べると『ONE PIECE』との共通点は少ない。
2019年10月20日、『ONE PIECE』アニメ化20周年を記念し、本作のアニメ化作品が放送された。キャストには麦わらの一味の声優陣が起用されている。2020年1月24日にBD・DVDが発売。

#### 登場人物（WJ版）
モンキー・D・ルフィ
声 - 田中真弓
主人公の海賊。SS版同様、ピースメインとして旅をしている。SS版と同じく、一人称は「オレ」。
本作では、麦わら帽子はピースメインである祖父から貰ったものと設定されている。SS版のルフィ同様、頬に傷はない。幼少期、祖父の前では海賊になることを拒む姿勢を見せていたが、本当は海賊になりたいと思っていた。
本作においても、幼い頃に魔性の木の実である「ゴムゴムの実」を食べたことで、カナヅチになる代わりに全身ゴム人間となっている。戦闘の際には手や足を伸ばして攻撃する。
アン
声 - 岡村明美
ルフィが出会う少女。住んでいた村がシュピールに襲われ、怪鳥のバルーンと親しかったためにさらわれた。容姿は『ONE PIECE』のナミに似ているが、髪の色は青い。
バルーン
声 - 山口勝平
アンの友達で、パンダのような顔をした「怪鳥（ルク）」。ルクの血は妖力が宿るとされ、バルーンは最後の一羽と言われる。
シュピール
声 - チョー
本作の敵であるモーガニア。異名は「六角のシュピール」。6方向に束ねた髪が特徴で、ルフィからは「変な頭」「アメンボに似てる」と言われる。
妖術使いで、作中では炎や爆発、物体（巨大ハンマー）の呼び寄せ、箒での飛行といった妖術を使っている。あまり名は知られていないが、その妖術は町一つ焼き払う威力があり、部下からも恐れられている。
ルクの血で妖力を高めようとバルーンを狙い、逃げないようにその友人であるアンをさらった。バルーンが手に入ると邪魔するルフィを仲間や船ごと沈めて自分だけ逃げようとしたが、ゴムゴムの能力で飛んできたルフィに殴り飛ばされ、バルーンを奪還された。
アニメ『ONE PIECE』では手配書が登場。懸賞金350万ベリー。
ルフィの祖父
声 - 中博史
ピースメインの海賊。腕っぷしが強く、ルフィ曰く「暴力じじい」。麦わら帽子をルフィに託した張本人。彼の顔形は、『ONE PIECE』のガープ（ルフィの祖父）に受け継がれている。

## 書誌情報
全て作者は尾田栄一郎、集英社のジャンプ・コミックスより発行。
- 『WANTED! 尾田栄一郎短編集』1998年11月9日初版発行、ISBN 978-4-08-872631-1
- 『ONE PIECE RED』2002年1月10日初版発行、ISBN 978-4-08-873211-4